# Kathleen Russell (Schwimmerin)
Kathleen Russell (* 17. November 1912; † 26. November 1992 in Johannesburg) war eine südafrikanische Schwimmerin.

## Karriere
Russell nahm 1928 an den Olympischen Spielen in Amsterdam teil. Mit der Staffel über 4 × 100 m Freistil gewann sie Bronze. Im Einzelwettkampf über 100 m Freistil erreichte sie das Halbfinale und schied dort als Vierte ihres Laufs aus. 1934 war sie Teilnehmerin der British Empire Games. In London erlangte sie die Silbermedaille mit der Staffel über 4 × 110 yds Freistil.